# Czesław Bassara
Czesław Bassara (ur. 1948) –  jeden z  przedstawicieli ruchu braterskiego braci plymuckich w Polsce, przewodniczący Rady Kościoła Wolnych Chrześcijan w RP, teolog i publicysta religijny. 

## Życiorys
W latach 1969–1974 studiował teologię w Chrześcijańskiej Akademii Teologicznej w Warszawie. Następnie w 1976 uczęszczał do Leadership Training Institute w szwajcarskim Langenbrucku oraz w 2000 do Wheaton College Tutorial w Stanach Zjednoczonych. Od 1965 do 1989 prowadził służbę ewangelizacyjną pośród dzieci i młodzieży w Polsce. Od 1974 prowadził ewangelizację w Tychach, gdzie założył i prowadził zbór. W latach 1974–2006 był również wykładowcą szkół biblijnych w Warszawie, a następnie w Jastrzębiu-Zdroju. W okresie PRL od 1977 do 1989 był rozpracowywany przez Służbę Bezpieczeństwa. Zainteresowanie SB dotyczyło kontaktów Czesława Bassary jako członka wspólnoty wolnych chrześcijan (wchodzącej do 1981 w skład Zjednoczonego Kościoła Ewangelicznego) z przedstawicielami Misji Wschód. W latach 1990–2006 był dyrektorem Społeczności Ewangelizacji Dzieci i wykładowcą na kursach szkoleniowych w Europie Środkowo-Wschodniej. W 2006 uzyskał stopień naukowy doktora na Evangelische Theologishe Faculteit w Belgijskim Heverlee. Od 2008 roku prowadzi Międzynarodową Służbę Nauczania Biblii – „Ogłaszanie Słowa”. Od marca 2023 piastuje funkcję przewodniczącego Rady Kościoła Wolnych Chrześcijan w RP. 
Czesław Bassara jest także autorem licznych publikacji książkowych oraz artykułów religijnych (32 jego książki ukazały się w języku polskim i 14 w języku angielskim, oprócz tego pojawiły się tłumaczenia jego książek na inne języki: czeski, ukraiński, kirgiski, rosyjski, amharski, węgierski, portugalski, rumuński). Był tłumaczem 42 książek z języka angielskiego.
Jest żonaty z Heleną, ma dwoje dzieci i czworo wnucząt.